# Taenaris charon
Taenaris charon är en fjärilsart som beskrevs av Otto Staudinger 1887. Taenaris charon ingår i släktet Taenaris och familjen praktfjärilar. Inga underarter finns listade i Catalogue of Life.